# Auguste Baudin
Auguste Laurent François Baudin (Hoogstraten, 21 november 1800 - Douai, 1 augustus 1877) was een Frans admiraal en koloniaal bestuurder.

## Biografie
Baudin werd in 1800 geboren in Hoogstraten, hedendaags gelegen in België maar in die tijd onderdeel van het Eerste Franse Keizerrijk.
De carrière van Baudin bij de Franse marine begon in 1817, toen hij zich opgaf als vrijwilliger. Gedurende zijn carrière werd hij meermaals gepromoveerd, waarbij hij in 1855 admiraal werd.
Als marineofficier bracht Baudin veel tijd door in de Franse koloniën. Achtereenvolgens werd hij gouverneur van Senegal (1847-1850), gouverneur van Frans-Guyana (1855-1859) commandant van de Marine in Frans-Algerije (1860-1862).
Ten tijde van de Tweede Franse Republiek was het Baudin die op 27 april 1848 de afschaffing van de slavernij afkondigde in Senegal.
Op 19 september 1860 Baudin grootofficier in het Legioen van Eer.

## Persoonlijk
Hij was een neef van admiraal François-André Baudin.